# 秋田県道176号羽後境停車場線
秋田県道176号羽後境停車場線（あきたけんどう176ごう うごさかいていしゃじょうせん）は、秋田県大仙市を通る一般県道である。

## 概要
JR東日本奥羽本線 羽後境駅前のから奥羽本線と並走し、国道13号交点に至る1 kmの短絡道路である。

### 路線データ
- 総延長 : 1.019 km[2]
- 実延長 : 1.019 km[2]
- 起点 : 秋田県大仙市協和境字野田87番6（羽後境駅）[3]北緯39度37分6.31秒 東経140度19分14.04秒
- 終点 : 秋田県大仙市協和船岡字合貝94番2（合貝交差点、国道13号交点）[3]北緯39度37分33.0秒 東経140度18分52.5秒
- 未供用区間 : なし[2]

## 歴史
- 1959年（昭和34年）2月17日 - 秋田県道に認定される[3]。

## 路線状況

### 冬期閉鎖区間
- なし[4]

### 交通不能区間
- なし[5]

## 地理

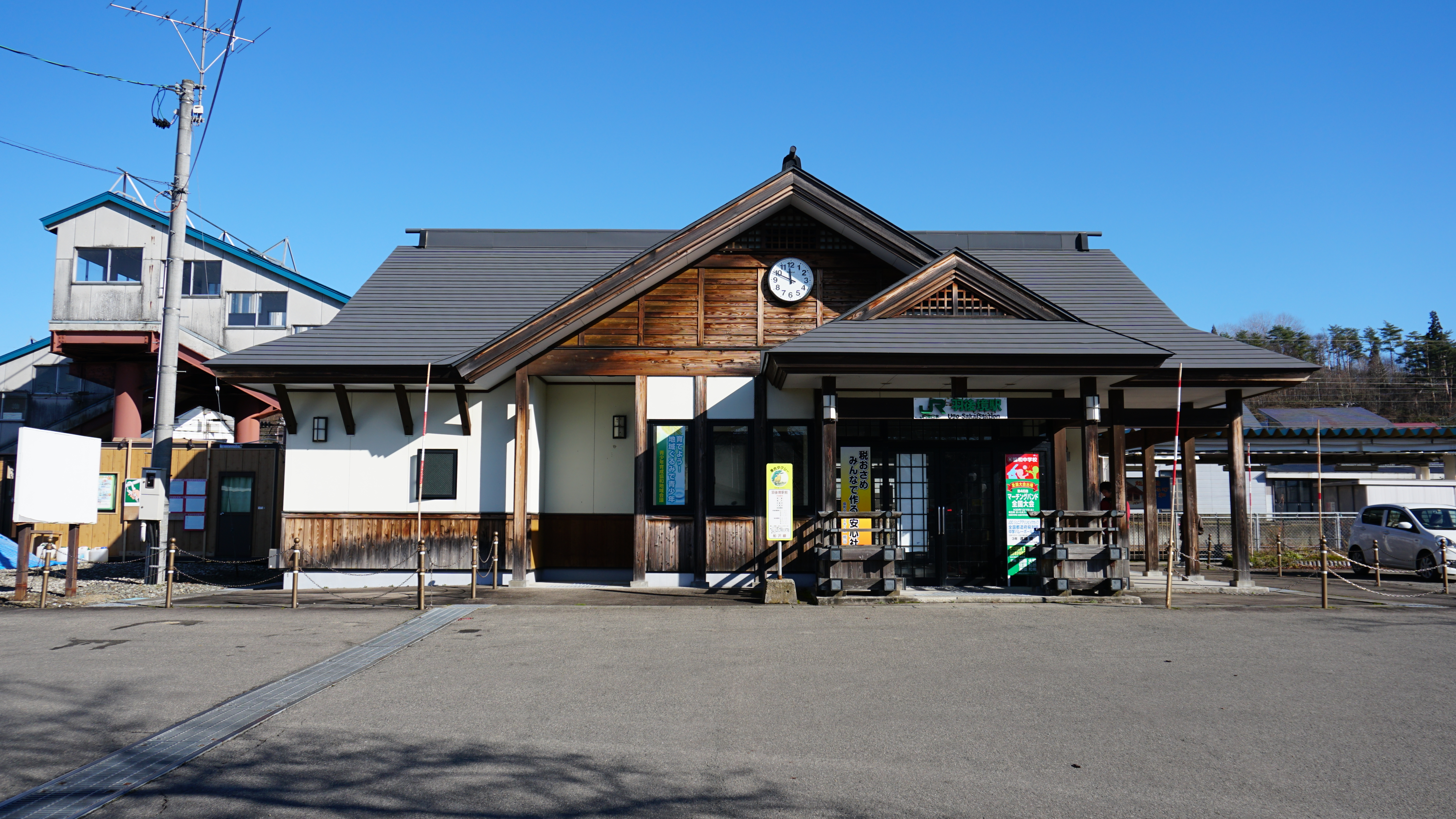
起点・羽後境駅

### 交差する道路
| 施設名       | 接続路線名 | 備考 | 所在地               |
| ------------ | ---------- | ---- | -------------------- |
| 〈羽後境駅〉 |            | 起点 | 大仙市協和境字野田   |
| 合貝交差点   | 国道13号   | 終点 | 大仙市協和船岡字合貝 |

### 沿線の施設
- JR東日本奥羽本線 羽後境駅
- 協和郵便局
- 秋田おばこ農業協同組合協和支所
- 秋田銀行協和支店
- 大仙市協和総合支所
- サン・スポーツランド協和野球場
- 大仙市立協和図書館